# Zeuxine marivelensis
Zeuxine marivelensis är en orkidéart som först beskrevs av Oakes Ames, och fick sitt nu gällande namn av Oakes Ames. Zeuxine marivelensis ingår i släktet Zeuxine och familjen orkidéer.
Artens utbredningsområde är Filippinerna. Inga underarter finns listade i Catalogue of Life.